# Amerikai Expedíciós Erők
Az Amerikai Expedíciós Erők (angolul: American Expeditionary Forces, AEF) az Egyesült Államok haderejének Európába vezényelt különítménye volt az első világháború második szakaszában. Az amerikai hadjáratok idején az AEF elsősorban Franciaországban harcolt a francia és brit szövetséges erőkkel a Német Birodalom csapataival szemben, noha már csak a háború utolsó egy évében kapcsolódtak be érdemben a konfliktusba. Az 1918 nyarán több alakulata bevetésre került az olasz csapatok megerősítésére a caporettói áttörést követően, ekkor már az Osztrák–Magyar Monarchia hadereje ellen. Az AEF csapaterősítésként bevetésre került 1918 júniusában az aisne-i offenzívában (Château-Thierry-nél és Belleau Wood-nál) és a legjelentősebb ütközeteikben, a saint-mihiel-i csata és meuse–argonne-i offenzíva is 1918 őszén.
A háború befejező szakaszában az Olaszországba és Oroszország különböző részeire (AEF Siberia) vezényelt amerikai alakulatok jelentős szerepet játszottak a több évig elhúzódó béketárgyalások idején kialakult helyi katonai konfliktusok kezelésében, és a Wilsoni külpolitika érvényesítésében.

## Fordítás
- Ez a szócikk részben vagy egészben  az   American Expeditionary Forces című angol Wikipédia-szócikk ezen változatának fordításán alapul.  Az eredeti cikk szerkesztőit annak laptörténete sorolja fel. Ez a jelzés csupán a megfogalmazás eredetét és a szerzői jogokat jelzi, nem szolgál a cikkben szereplő információk forrásmegjelöléseként.